# Aristolochia ringens

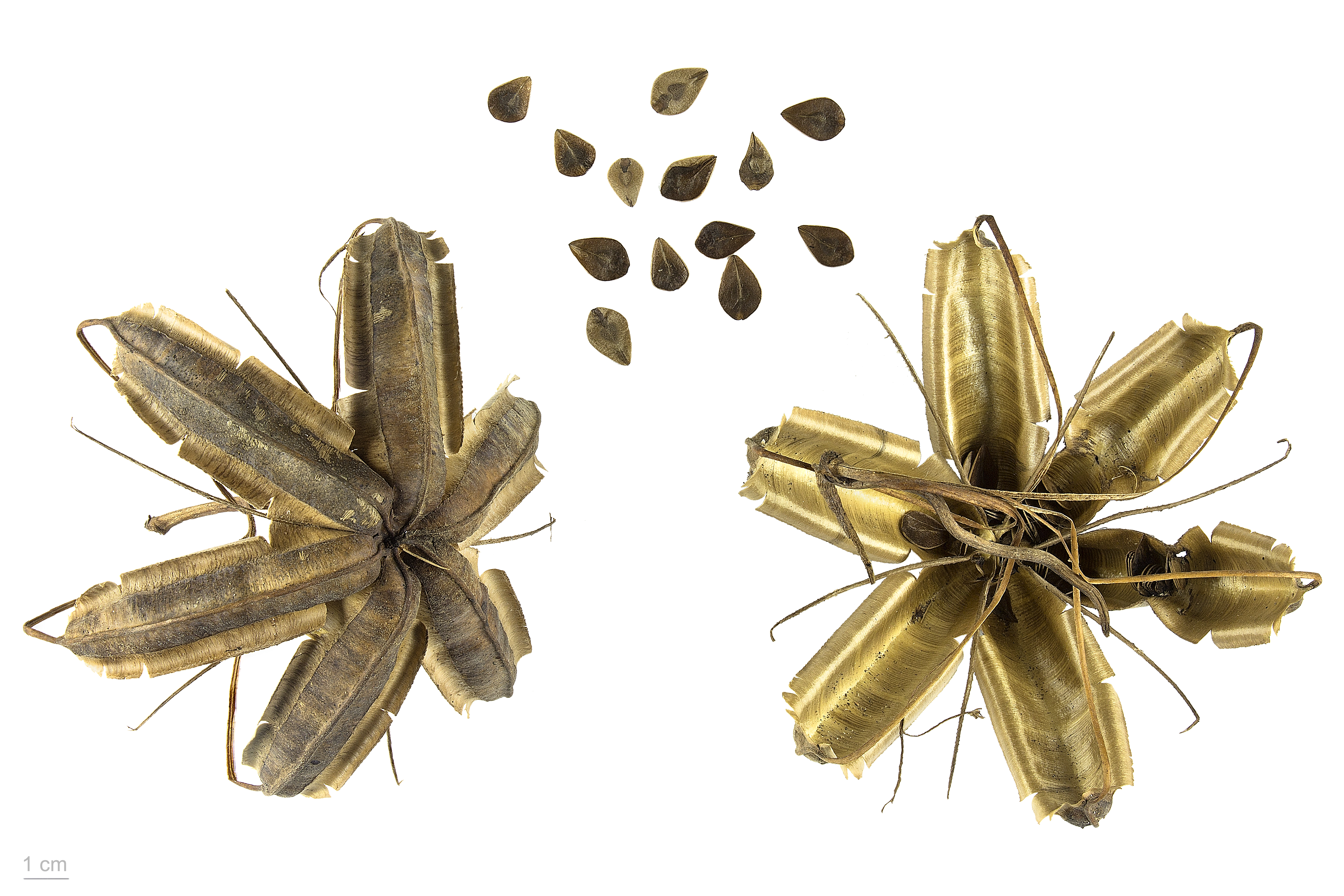
Aristolochia ringens

Aristolochia ringens là một loài thực vật có hoa trong họ Aristolochiaceae. Loài này được Vahl mô tả khoa học đầu tiên năm 1794.